# Consenvoye
Consenvoye ist eine französische Gemeinde mit 290 Einwohnern (Stand: 1. Januar 2022) im Département Meuse in der Region Grand Est (vor 2016 Lothringen). Sie gehört zum Arrondissement Verdun, zum Kanton Clermont-en-Argonne und zum Kommunalverband Argonne-Meuse.

## Geographie
Consenvoye liegt im Südosten der Argonnen, etwa 15 Kilometer nordnordwestlich von Verdun an der Maas (frz. Meuse). Umgeben wird Consenvoye von den Nachbargemeinden Sivry-sur-Meuse im Norden, Réville-aux-Bois im Norden und Nordosten, Étraye im Nordosten, Wavrille im Nordosten und Osten, Moirey-Flabas-Crépion im Osten, Haumont-près-Samogneux im Osten und Südosten, Brabant-sur-Meuse im Südosten und Süden, Forges-sur-Meuse im Süden, Gercourt-et-Drillancourt im Südwesten und Westen sowie Dannevoux im Westen und Nordwesten.

## Bevölkerungsentwicklung
| Jahr                       | 1962 | 1968 | 1975 | 1982 | 1990 | 1999 | 2006 | 2019 |
| Einwohner                  | 406  | 364  | 310  | 280  | 280  | 286  | 284  | 309  |
| Quellen: Cassini und INSEE |      |      |      |      |      |      |      |      |

## Sehenswürdigkeiten
- Kirche Notre-Dame-de-l’Assomption, Monument historique seit 1921, mit Friedhof (Monument historique seit 1932)
- Deutscher Soldatenfriedhof mit Mahnmal von 1928

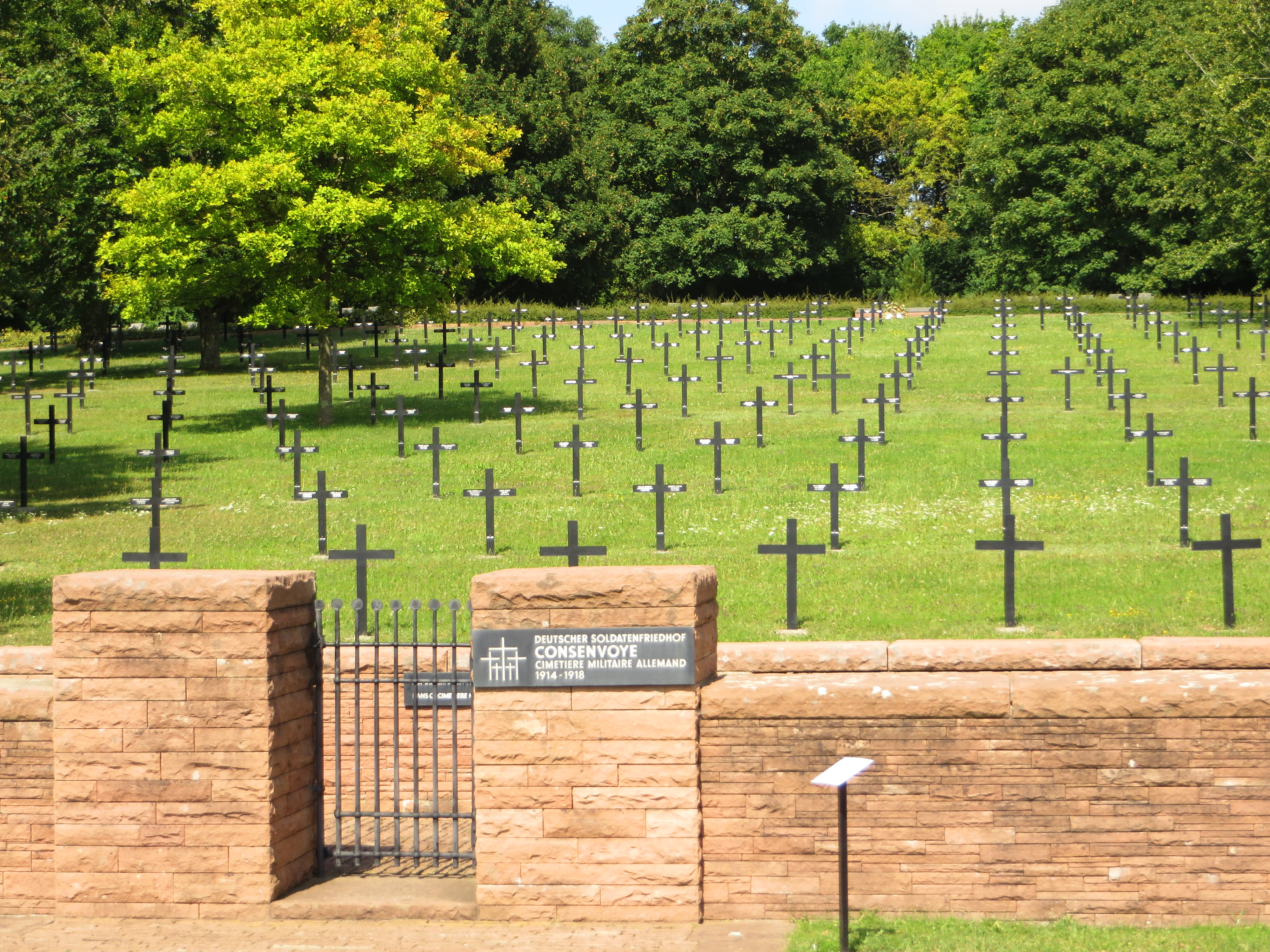
Deutscher Soldatenfriedhof